# Alejandro Nava
José Alejandro Nava Álvarez (ur. 20 września 1979 w mieście Meksyk) – meksykański piłkarz występujący na pozycji ofensywnrgo pomocnika.

## Kariera klubowa
Nava jest wychowankiem drużyny Chivas de Guadalajara, do której seniorskiego zespołu został włączony przez szkoleniowca Ricardo Ferrettiego. W meksykańskiej Primera División zadebiutował 13 lutego 2000 w wygranym 3:0 spotkaniu derbowym z Américą, natomiast premierowego gola strzelił trzynaście dni później, w przegranych 1:3 derbach miasta z Atlasem. Debiutancki sezon, Verano 2000, był zarazem najlepszym w jego karierze; dotarł z Chivas do półfinału fazy play-off i był ważnym graczem ekipy, zdobywając cztery gole w dwunastu spotkaniach. Później stracił jednak miejsce w składzie i został wypożyczony do Atlante FC, gdzie nie osiągnął większych sukcesów, podobnie jak w kolejnym zespole, którego barwy reprezentował – stołecznym Club América.
W 2003 roku Nava został zawodnikiem drugoligowego Jaguares de Tapachula, pełniącego rolę filii Jaguares de Chiapas, gdzie spędził kolejny rok. Później zamieszkał w Stanach Zjednoczonych i przez kilka lat nie grał w piłkę na profesjonalnym poziomie. Wiosną 2010 powrócił do ojczyzny, podpisując kontrakt z Universidadem de Guadalajara, także z drugiej ligi meksykańskiej. Po półrocznej przygodzie z tym klubem był wolnym zawodnikiem, po czym zdecydował się podpisać kontrakt z gwatemalskim CD Jalapa. W lipcu 2011 przeszedł do innej gwatemalskiej drużyny, Juventud Escuintleca.

## Kariera reprezentacyjna
W 1999 roku Nava został powołany przez selekcjonera Jesúsa del Muro do reprezentacji Meksyku U-20 na Młodzieżowe Mistrzostwa Świata w Nigerii. Był wówczas podstawowym zawodnikiem drużyny, do której należeli m.in. Rafael Márquez czy Gerardo Torrado i wystąpił we wszystkich pięciu spotkaniach w wyjściowym składzie, nie strzelając ani jednej bramki. Meksykanie zakończyli swój udział w turnieju w ćwierćfinale.
Swoje jedyne spotkanie w seniorskiej reprezentacji Meksyku Nava zanotował za kadencji selekcjonera Manuela Lapuente, 9 stycznia 2000 w wygranym 2:1 meczu towarzyskim z Iranem.